# Comuna Markuși, Berdîciv
Markuși (în ucraineană Маркушівська сільська рада) este o comună în raionul Berdîciv, regiunea Jîtomîr, Ucraina, formată din satele Markuși (reședința) și Obuhivka.

## Demografie
Componența lingvistică a satului Markuși
     Ucraineană (99,48%)
     Alte limbi (0,52%)
Conform recensământului din 2001, majoritatea populației satului Markuși era vorbitoare de ucraineană (99,48%), existând în minoritate și vorbitori de alte limbi.